# Cetonurichthys subinflatus
Cetonurichthys subinflatus är en fiskart som beskrevs av Sazonov och Shcherbachev 1982. Cetonurichthys subinflatus ingår i släktet Cetonurichthys och familjen skolästfiskar. Inga underarter finns listade i Catalogue of Life.